# Лотарь Удо II фон Штаде
Лотарь Удо II (нем. Lothar Udo II.; 1020/1030 — 4 мая 1082) — граф Штаде и маркграф Северной марки с 1057 года из династии Удоненов. Сын Лотаря Удо I и его жены Адельгейды фон Рейнфельден, дочери графа Куно.

## Биография

### Правление
После смерти отца Лотарь Удо II унаследовал родовые владения рода Штаде, а также земли в Восточной Саксонии и Северную марку.
В 1063 году был вынужден признать себя ленником бременского архиепископа Адальберта по своим штаденским владениям и уступить ему ряд земель, но в 1066 году восстановил все утраченные права.
В 1068 году получил от короля Генриха IV марку Цейц и в том же году вместе с ним отправился в военный поход против лютичей, закончившийся безрезультатно.
В 1073 году баварский герцог Оттон II начал так называемую Саксонскую войну против короля. Его поддержал и маркграф Лотарь Удо II. Он участвовал в битве при Хомбурге, в которой саксонцы потерпели поражение.
Вскоре после этого Лотарь Удо II помирился с королём Генрихом IV и вместе с архиепископом Лиемаром стал его посредником в переговорах с восставшими князьями.
Лотарь Удо II умер в 1082 году. Ему наследовал сын Генрих I Длинный.

### Жена и дети
Жена — Ода (Уда, Хилария) фон Верль, дочь графа Германа III фон Верль и Рихенцы Швабской. Дети:
- Генрих I Длинный (ок. 1065 — 27 июня 1087)
- Лотарь Удо III (ок. 1070 — 2 июня 1106)
- Рудольф I (ум. 7 декабря 1124)
- Зигфрид (ум. ок. 1111) — монах в Магдебурге
- Адельгейда (ок. 1065 — 18 октября 1110), мужья: 1) граф Фридрих III фон Гозек (ум.1085); 2) Людвиг Скакун, граф Тюрингии